# Arquidiocese de Argel

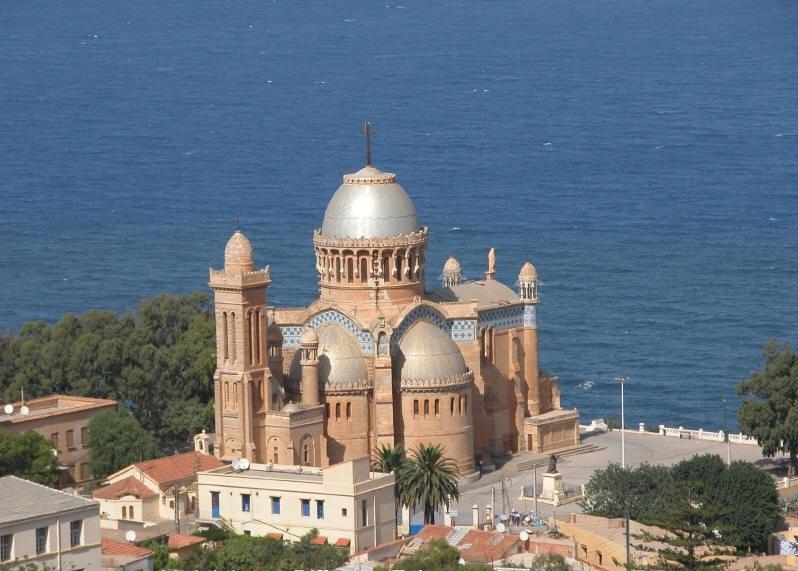
Basílica de Nossa Senhora da África em Argel.

A Arquidiocese de Argel (em latim: Archidioeœsis Algeriensis) é a sé episcopal para a província eclesiástica de Argel, na Argélia.

## História
- 10 de agosto de 1838: fundada a diocese de Argel a partir da Diocese das Ilhas Canárias, na Espanha.
- 1838: união com a diocese de Iulia Cesareia.
- 25 de julho de 1866: promovido como arquidiocese metropolitana.[1]

## Igrejas mais conhecidas
Igrejas e localização:
- Catedral do Sagrado Coração de Jesus, Argel
- Catedral de São Filipe, Argel
- Basílica de Nossa Senhora da África, Argel

## Prelados
|                        | Nome                                       | Período    | Notas                                  |
| Arcebispos             | Arcebispos                                 | Arcebispos | Arcebispos                             |
| ---------------------- | ------------------------------------------ | ---------- | -------------------------------------- |
| 10º                    | Jean-Paul Cardeal Vesco, O.P.              | 2021-      | Atual                                  |
| 9º                     | Paul Jacques Marie Desfarges, S.J.         | 2016-2021  | Arcebispo emérito                      |
| 8º                     | Ghaleb Moussa Abdalla Bader                | 2008-2015  | Nomeado Núncio apostólico do Paquistão |
| 7º                     | Henri Antoine Marie Teissier               | 1988–2008  |                                        |
| 6º                     | Léon-Etienne Cardeal Duval                 | 1954–1988  |                                        |
| 5º                     | Auguste-Fernand Leynaud                    | 1917–1953  |                                        |
| 4º                     | Barthélemy Clément Combes                  | 1909–1917  |                                        |
| 3º                     | Fédéric-Henri Oury                         | 1898–1907  |                                        |
| 2º                     | Prosper Auguste Dusserre                   | 1892–1897  |                                        |
| 1º                     | Charles-Martial-Allemand Cardeal Lavigerie | 1867–1892  |                                        |
| Arcebispos coadjutores |                                            |            |                                        |
|                        | Henri Antoine Marie Teissier               | 1980-1988  |                                        |
|                        | Prosper Auguste Dusserre                   | 1880-1892  |                                        |
| Bispos                 |                                            |            |                                        |
| 2º                     | Louis-Antoine-Augustin Pavy                | 1846–1866  |                                        |
| 1º                     | Antoine-Louis-Adolphe Dupuch               | 1838–1845  |                                        |
| Bispos auxiliares      |                                            |            |                                        |
|                        | Gaston-Marie Jacquier                      | 1960-1976  |                                        |
|                        | Paul-Pierre-Marie-Joseph Pinier            | 1947-1954  | Nomeado Bispo de Constantina           |
|                        | Alexandre Piquemal                         | 1909-1920  |                                        |
|                        | Salvator-Alexandre-Félix-Carmel Brincat    | 1889-1903  |                                        |
|                        | Pierre-Jean-Joseph Soubiranne              | 1871-1880  | Nomeado Bispo de Belley                |

## Dioceses sufragâneas
- Diocese de Constantina
- Diocese de Orã